# Elvio Salvori
Elvio Salvori (Noventa di Piave, 3 giugno 1944) è un allenatore di calcio ed ex calciatore italiano, di ruolo centrocampista.

## Carriera

### Giocatore
Mediano dotato di grande corsa, che gli permetteva di essere presente in ogni zona del campo, cresce nel San Donà per poi passare all'Udinese, con cui debutta in Serie A a 17 anni.
Dopo una breve parentesi alla Fiorentina si trasferisce alla Roma, con la quale disputa ben sette tornei, tutti nel massimo campionato, intervallati da un biennio con la maglia dell'Atalanta.
Milita anche nelle file di Foggia ed Ascoli, totalizzando ben 14 campionati di serie A, con 279 presenze complessive in massima serie e 12 reti realizzate, 4 delle quali nella sola stagione 1966-67 disputata con l'Atalanta.
Conclude poi la carriera in serie C con Chieti, Grosseto e Civitavecchia.

### Allenatore
Dopo diverse esperienze in club di Serie C2 e nel Campionato Interregionale, nel 1996 approda al Cagliari, dove è allenatore della squadra Primavera e successivamente Responsabile tecnico del settore giovanile fino al 2002. Nella stagione 2001-2002 sostituisce Nedo Sonetti sulla panchina della prima squadra per una giornata. Dal 2007 è allenatore della squadra Primavera della Triestina. Nel 2018 è osservatore ed in seguito allena il Castiadas

## Palmarès

### Giocatore

#### Competizioni nazionali
- Coppa Italia: 2

Roma: 1963-1964, 1968-1969

#### Competizioni internazionali
- Coppa Anglo-Italiana: 1

Roma: 1972

#### Competizioni regionali
- Prima Categoria: 1

Sandonà: 1959-1960
- Fase regionale sarda della Coppa Italia Dilettanti: 1

Tempio: 2003-2004